# Oxypetalum aurantiacum
Oxypetalum aurantiacum är en oleanderväxtart som beskrevs av Gustaf Oskar Andersson Malme, Chod. och Hassl.. Oxypetalum aurantiacum ingår i släktet Oxypetalum och familjen oleanderväxter. Inga underarter finns listade i Catalogue of Life.